# Playa de la Cachucha
La playa de la Cachucha es una playa urbana consolidada y regresiva situada en Puerto Real (Cádiz) España. La playa, que mide casi medio kilómetro de largo, está formada por arena de color naranja y grano fino. A lo largo del tiempo, esta arena ha sido renovada periódicamente debido a la construcción del paseo marítimo. Estas renovaciones han cambiado la forma original de la playa, aumentando su área seca y agregando dos escolleras a ambos lados para protegerla de la erosión y mantener su estabilidad. Junto con la playa de la Casería en San Fernando, conforman las dos playas del saco interno de la Bahía de Cádiz, lo que les confiere generalmente aguas tranquilas.

## Etimología
El origen del nombre proviene de casucha, ya que en la década de 1950 la zona estaba ocupada por pequeñas casas que servían a los pescadores de la zona para guardar sus aparejos. Otra posibilidad sería que recibiese su nombre por las embarcaciones que tradicionalmente se amarraban en ella, botes pequeños denominados "cachuchos".

## Características
De orientación Este-Sur, la playa se caracteriza por su gran bolsa de estacionamiento en superficie y el paseo marítimo, su gran superficie de arena seca, lugar elegido para la celebración de espectáculos y actividades al aire libre. Está muy sometida a la acción de las mareas, presentando, en bajamar, una amplia llanura mareal fangosa, donde quedan varadas pequeñas embarcaciones de pesca tradicional, y quedando reducida su superficie de baño, a un caño mareal.
La fauna característica son gaviotas y limícolas. Y en el entorno, avifauna asociada a zonas de marisma.
Actualmente posee la protección de los fondos marinos de la Bahía de Cádiz (LIC) y la propia Bahía de Cádiz (Sitio Ramsar, LIC, ZEPA y parque natural).

## Propiedades talasohídricas

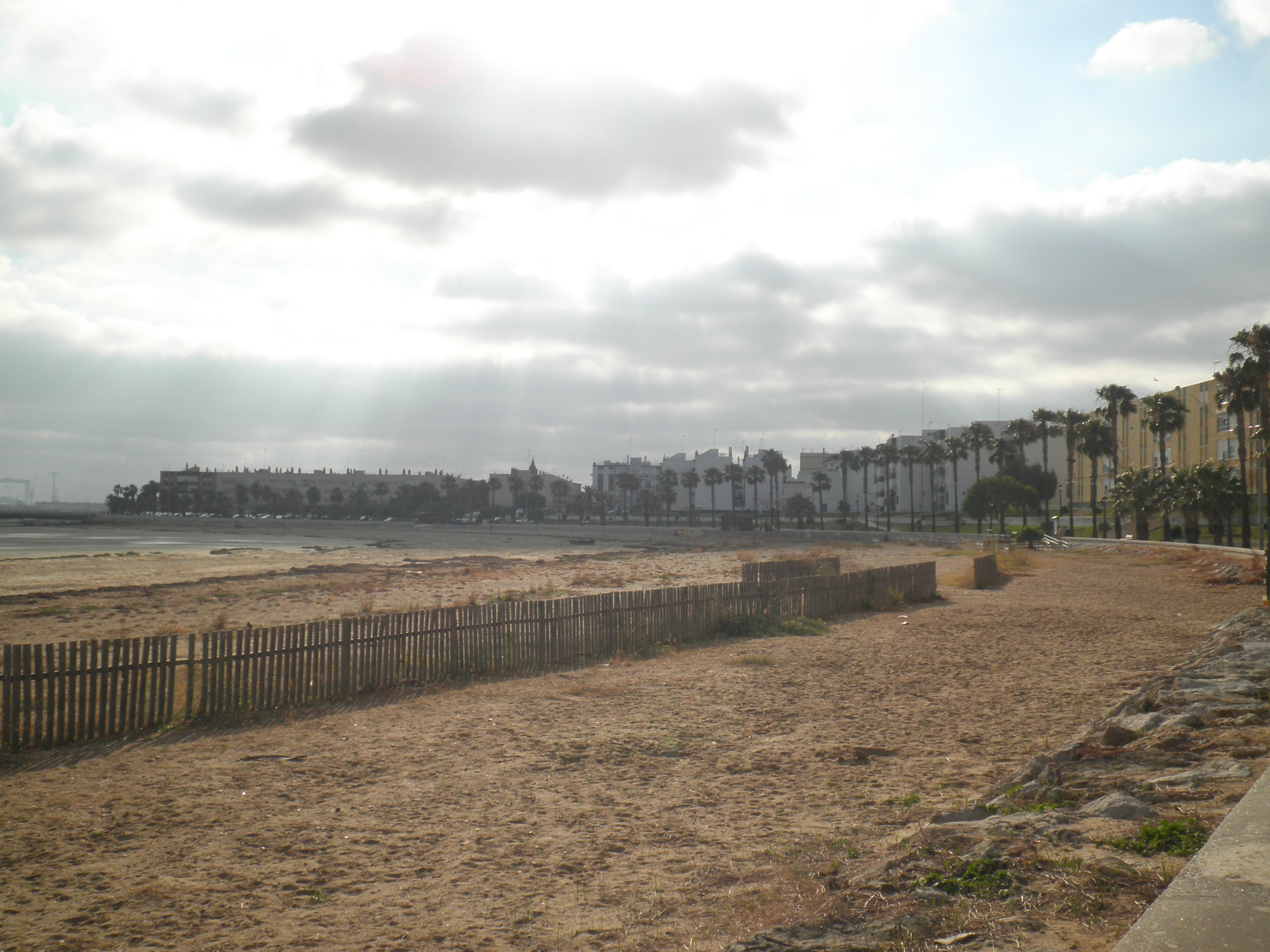
La Playa de la Cachucha tuvo un balneario abierto que se cerró en el

La localidad poseía una tradición de la que existen datos documentados desde principios del siglo XIX, con los balnearios conocidos por Perpetuo Socorro, Santa María, Santa Marina, El Cobre, etc. Asimismo, de la existencia de los balnearios del Carmen y Almirante Cervera, donde acudían muchas personas procedentes de todos los lugares no solamente de Andalucía sino del resto de la península ibérica por las propiedades terapéuticas de sus aguas y fangos.
Esta tradición se pierde a lo largo del siglo XX y no es hasta fines de ese siglo cuando nuevamente Puerto Real intenta sumar a sus atractivos turísticos las excelentes condiciones talasohídricas de la playa de La Cachucha. Así el Ayuntamiento de la ciudad solicita a comienzos de 2006 un estudio de sus aguas y fangos, concluidos a principios de 2008 cuando el Consistorio recibe los resultados de un largo estudio efectuado por el catedrático de Hidrología Médica de la Universidad Complutense de Madrid, Francisco Maraver Eyzaguirre, que confirmó de forma definitiva lo que desde los primeros análisis se había adelantado.
Aunque en la actualidad existen proyectos de regeneración de esta actividad talasoterapética, aún no se han llevado a cabo en la localidad.

## Accesos
Las principales vías de acceso terrestre a Puerto Real y la playa son:
- Por el Norte, autovía A-4 o autopista de peaje AP-4.
- Por el Este, carretera CA-2012 con origen en la autovía A-381.
- Por el Sur, autovía A-48 que enlaza la A-4 o autovía A-381 a enlazar la CA-2012.
- Por el Oeste, CA-35 proveniente de Cádiz.

Una vez en Puerto Real, los vehículos se estacionan junto a la playa.
En medios de transporte público, se puede acceder mediante:
- Autobuses, fletados por el Consorcio de Transportes de la Bahía de Cádiz, desde los diferentes municipios de la propia bahía, con preferencia de parada en Huerta Pley o Plaza de la Iglesia.

- Trenes, comunicados por la empresa Renfe a través de sus servicios de Cercanías con parada en Puerto Real.

## Servicios
La playa ofrece varios servicios incluyendo:

### Servicios sanitarios y de seguridad
- Servicios de limpieza y papeleras.
- Policía local.
- Botiquín.
- Lavabos, lavapiés y duchas.
- Servicio de socorrismo.
- Inodoros.
- Vestuarios.
- Fuentes de agua potable.

### Otros servicios
- Bares y restaurantes.
- Cine de verano cercano.
- Área de salida y entrada de embarcaciones desde el Club Náutico de Puerto Real.
- Puesto de información.
- Acceso para minusválidos.

## Eventos deportivos
En verano, con una oferta dirigida a un público más general, se ofrecen los siguientes eventos.
Durante todo el año la playa está disponible para quienes desean realizar actividades al aire libre. Además de servir de lugar de entrenamiento habitual para los equipos deportivos locales y en especial para el club puertorrealeño de rugby-playa Watermelons Amateur Rugby.

### Torneo derugby-playaVilla de Puerto Real
Organizado por el Club Deportivo Watermelons Amateur Rugby de Puerto Real con el patrocinio del Ayuntamiento de Puerto Real cada verano desde 2011.

### Travesía a nado Virgen del Carmen
Organizada desde el año 2011 por la Hermandad Virgen del Carmen, el Complejo Municipal de Piscinas, el Club de Natación de Puerto Real y el Club Náutico El Trocadero con la colaboración y patrocinio del Ayuntamiento, es una competición para aficionados que transcurre entre la Puntilla del Muelle y la playa de La Cachucha con una longitud de 850 metros para categorías de adultos y 350 metros para las categorías de particupantes más jóvenes.

## Eventos populares

### Barbacoa popular y Chistorrá popular
Tradicionalmente durante el mes de agosto se celebra la tradicional barbacoa popular y chistorrá popular organizada ésta por la Federación de Peñas Puertorrealeñas en las que se congregan los ciudadanos en compañía de familiares, amigos y conocidos para pasar una velada agradable. Además el Consistorio permite la instalación de una barra en la que se ofrece bebida y comidas a precios económicos.